# Lidi
El lidi és una llengua indoeuropea morta de la branca de les llengües anatòliques que es parlava a Lídia, a la part oest de la península anatòlica (actualment Turquia), segons les dates de les inscripcions, entre els segles VIII i III aC. La majoria de les inscripcions que se'n conserven daten del període de dominació persa, entre els segles V i IV, i són contemporànies amb les inscripcions que s'han trobat en lici.
Estrabó menciona que a la seva època (segle i aC) el lidi es conservava encara com a llengua parlada fora del territori nuclear, el qual havia estat fortament hel·lenitzat, sinó a Kibyra (l'actual Gölhisar) al sud-oest d'Anatòlia, pels descendents de colonitzadors lidis que havien fundat la ciutat.

## Corpus textual i desxiframent
El 1916, la inscripció bilingüe de Sardes (en arameu i lidi) va permetre que Enno Littmann desxifrés la llengua. A partir d'una anàlisi dels dos textos paral·lels, va identificar correctament la majoria de grafies i així va poder establir un vocabulari bàsic i nocions gramaticals bàsiques de la llengua, a la vegada que va poder traduir-ne dotze textos monolingües i va identificar característiques poètiques emprades en els textos. Vuit anys més tard, William Hepburn Buckler va presentar una col·lecció de cinquanta-una inscripcions. Les 109 inscripcions conegudes fins al 1986 han estat tractades de manera intensiva per Roberto Gusmani i encara de tant en tant se'n troben de noves.
La majoria de textos han estat trobats a Sardes, la capital històrica de Lídia, però menys de trenta són inscripcions de més que una dotzena de paraules. La majoria són de marbre o pedra i de caràcter funerari, però unes quantes són de caràcter administratiu i mitja dotzena semblen ser escrites en vers, amb una tendència a la mètrica basada en l'accent tònic i en l'assonància vocàlica a final de vers. Les inscripcions funeràries inclouen epitafis que sovint comencen per 𐤤𐤮 𐤥𐤠𐤫𐤠𐤮 es wãnas ("aquesta tomba"). Els textos curts són majoritàriament grafitis, encunyacions, segells i marques de fabricació. La llengua que empra el poeta joni Hipònax (nascut a Efes el segle VI a.C.) inclou moltes paraules lídies de caràcter col·loquial.

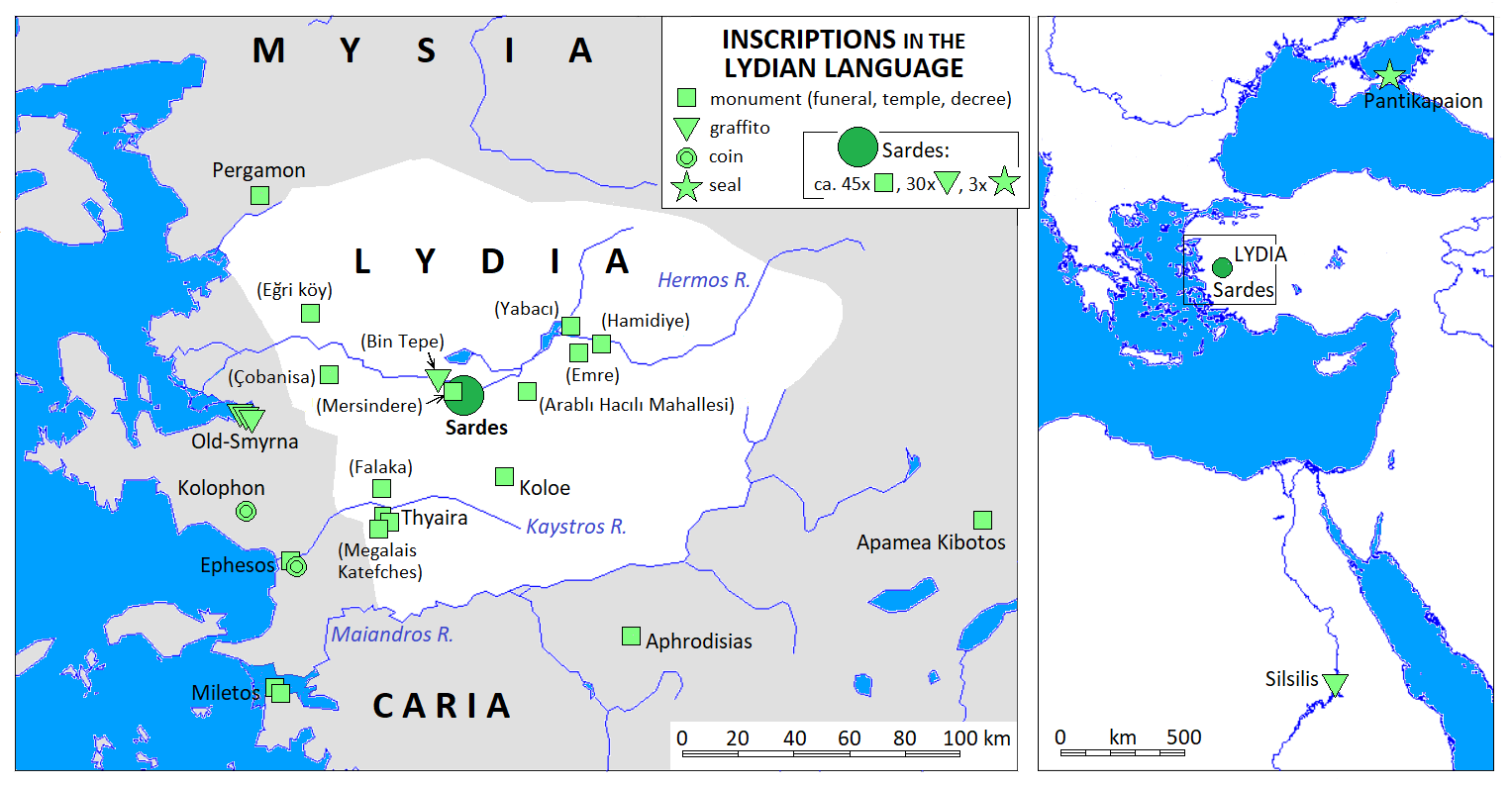
Mapa que mostra els llocs on s'han trobat inscripcions en lidi.

## Classificació
La relació del lidi amb les altres llengües de la branca anatòlica no és del tot clara, en gran part per la petita quantitat de textos en els quals ha estat atestat. Un altre motiu és un seguit de trets que no comparteix amb cap altra llengua anatòlica i que encara no se sap del cert si són diferències degudes a particularitats desenvolupades en la transició del protoanatòlic al lidi o a la retenció de trets arcaics que les altres llengües van acabar perdent. És per això que l'estatus del lidi és considerat com a "peculiar" dins de les llengües anatòliques.

## Escriptura
L'alfabet lidi consisteix en 26 grafies:
| símbol                           | 𐤠   | 𐤡     | 𐤢   | 𐤣   | 𐤤    | 𐤥         | 𐤦   | 𐤧      | 𐤨     | 𐤩   | 𐤪   | 𐤫   | 𐤬    | 𐤭   | 𐤮   | 𐤯     | 𐤰   | 𐤱          | 𐤲    | 𐤳         | 𐤴           | 𐤵     | 𐤶           | 𐤷             | 𐤸          | 𐤹        |
| transliteració                   | a   | p     | g   | d   | e    | w         | i   | y      | k     | l   | m   | n   | o    | r   | s   | t     | u   | f          | q    | š         | τ           | ã     | ẽ           | λ             | ñ          | c        |
| (antiga transliteració)          |     | b     |     |     |      | v         |     |        |       |     |     |     |      |     | ś   |       |     |            |      | s         |             |       |             |               | ν          |          |
| fonemes representats (AFI)       | /a/ | /p~b/ | /g/ | /ð/ | /e:/ | /w/ o /v/ | /i/ | /i̯~j/? | /k~ɡ/ | /l/ | /m/ | /n/ | /o:/ | /r/ | /s/ | /t~d/ | /u/ | /f/ or /ɸ/ | /kʷ/ | /ʃ/ o /ç/ | /tʃ/ o /tç/ | /ãː/? | /ã/ o /æ̃ /? | /ʎ/ (o /ɾʲ/?) | /ɲ/ o /ŋ/? | /ts~dz/? |
| equivalències amb l'alfabet grec | Α   | Β     | Γ   | Δ   | Ε    | F         | Ι   | (Ι)    | Κ     | Λ   | Μ   | Ν   | Ο    | Ρ   | Σ   | Τ     | Υ   | Φ          | ϙ    | -         | (Ξ)         | -     | -           | -             | -          | (Ζ)      |

L'alfabet lidi és derivat o ha estat influenciat per l'alfabet grec, com la resta d'alfabets de les altres llengües anatòliques. En els textos més antics, la direcció de l'escriptura podia ser tant d'esquerra a dreta com de dreta a esquerra, mentre que els textos posteriors són exclusivament de dreat a esquerra. La divisió de les paraules era facultativa. La majoria de textos van ser trobats a la capital, a Sardes, i inclouen decrets i epitafis, alguns dels quals en vers; la majoria van ser escrits durant els segles V i IV a.C., tot i que n'hi ha que poden datar del segle VII aC.

## Fonologia

### Vocals
El lidi té set vocals: 𐤠 a, 𐤤 e, 𐤦 i, 𐤬 o, 𐤰 u, 𐤵 ã, i 𐤶 ẽ, les dues últimes nasals, típicament davant d'una consonant nasal (com ara n, ñ or m). Les vocals e, o, ã, i ẽ ocorren només en posició tònica. Una vocal (o semivocal) 𐤧 y apareix únicament en les inscripcions més antigues i és probable que representi un al·lòfon possiblement àton de i o e.
El lidi és notable per la gran quantitat de consonants que poden aparèixer seguides, efecte de la pèrdua de vocals àtones en posició final i d'un extensiu procés de síncope, tot i que la presència d'una [ə] (no escrita) per a trencar les llargues seqüències de consonants és possible.

### Consonants
|                | Labial | Interdental | Alveolar | Palatal | Velar   | Velar |
| monoarticulada | Labial | Interdental | Alveolar | Palatal | labial  |       |
| -------------- | ------ | ----------- | -------- | ------- | ------- | ----- |
| Nasal          | m      |             | n        | ɲ~ŋ     | ɲ~ŋ     |       |
| Oclusiva       | p~b    |             | t~d      |         | k~g (g) | kʷ    |
| Africada       |        |             | ts~dz    | tʃ      |         |       |
| Fricativa      | f      | ð           | s        | ʃ       |         |       |
| Lateral        |        |             | l        | ʎ       |         |       |
| Vibrant        |        |             | r        |         |         |       |
| Semivocal      |        |             |          |         |         | w     |

És probable que el lidi no fes cap distinció de sonoritat, és a dir, que no distingís fonèmicament entre oclusives sordes i sonores. However /p t k/ are voiced before nasals and apparently before /r/. The palatal affricate (τ) and sibilant (š) may have been palato-alveolar.
S'ha argumentat que les laterals l i λ eren de fet bategants.
El símbol 𐤣 es translitera típicament amb d i s'interpreta com una interdental /ð/ resultant del canvi *i̯ > ð o de la lenició de la *t protoanatòlica. Tanmateix, també s'ha argumentat que d podria representar la semiconsonant /j/, la qual es creia no existir en lidi.

### Accent
Heiner Eichner va deduir a partir de la mètrica de les inscripcions en vers, un model dels patrons de tonicitat del lidi:
- Les síl·labes amb les vocals -ã-, -ẽ-, -e-, -o-, -aa- i -ii- ocorren només en posició tònica, mentre que les síl·labes en -i- (-y-), -a- o -u- poden ser tant tòniques com àtones.
- Els enclítics són sempre àtons.
- Igual que els prefixos, fins i tots aquells que contenen una vocal llarga (com ara ẽn- o ẽt-) són sempre àtons.[15]
- Una -a- prenasal sempre sembla ser àtona.
- L'accent sempre es manté a la mateixa posició en totes les formes d'un paradigma, és a dir, és un accent fix.

## Morfologia

### Morfologia nominal i adjectival
Els substantius i els adjectius distingeixen dos nombres: singular i plural. Les paraules trobades en els textos són majoritàriament en singular. Les formes plurals atestades són escasses i un nombre dual no s'ha demostrat existir. Hi ha dos gèneres: animat (o comú) i inanimat (o neutre). Només s'han pogut demostrar tres casos: nominatiu, acusatiu i datiu-locatiu. Sembla haver-se pogut atestar un exemple de cas genitiu en el plural, però sembla que en singular s'usava com en Luvi un sufix possessiu -li que convertia el substantiu en un adjectiu que aleshores es declinava. Tot i això, recentment s'ha defensat una forma acabada en -l, que abans es creia ser una variant del possessiu, com a genitiu singular. Sobre l'ablatiu, només se n'han trobat uns quants casos disputats.
Els substantius, els adjectius i els pronoms es declinen seguint un paradigma similar al següent:
|               | Singular                                  | Singular                                  | Plural           | Plural                   |
| ------------- | ----------------------------------------- | ----------------------------------------- | ---------------- | ------------------------ |
| Cas           | animat                                    | inanimat                                  | animat           | inanimat                 |
| Nominatiu     | -š, -s                                    | -d (-t)                                   | -(a)š (?)        | -a (?) (-añ (?), -Ø (?)) |
| Acusatiu      | -ñ (-n)                                   | -d (-t)                                   | -(a)s, -(a)š (?) | -a (?) (-añ (?), -Ø (?)) |
| Datiu-Locatiu | -λ                                        | -λ                                        | -añ (-an) (?)    | -añ (-an) (?)            |
| Genitiu       | -l (?); (Possessiu:) -lis, -liñ, -lid,... | -l (?); (Possessiu:) -lis, -liñ, -lid,... | -añ (?)          | -añ (?)                  |
| Ablatiu       | -d (-t)                                   | -d (-t)                                   | ?                | ?                        |

#### Substantius
Exemples de substantius:
|                        |              | ciw-      | astrko-                  | artimu-   |                          | mru-       | anlola-          |
| ---------------------- | ------------ | --------- | ------------------------ | --------- | ------------------------ | ---------- | ---------------- |
|                        |              | = déu     | = patró; senyor, senyora | = Àrtemis |                          | = estela   | = estela funeral |
| Cas                    | (animat)     | (animat)  | (animat)                 | (animat)  | (inanimat)               | (inanimat) | (inanimat)       |
| Nominatiu singular     | -š, -s       | ciwš      | ast(u)rkos               | artimus   | -d (-t)                  | mrud       |                  |
| Acusatiu singular      | -ñ (-n)      | ciwñ      |                          | artimuñ   | -d (-t)                  | mrud       |                  |
| Datiu-locatiu singular | -λ           |           | astrkoλ                  | artimuλ   | -λ                       | mruλ       |                  |
| Genitiu singular       | -l (?)       |           |                          | artimul   | -l (?)                   |            |                  |
| Ablatiu singular       | -d (-t)      | ciwad (?) | astrkot (?)              |           | -d (-t)                  |            |                  |
| Nom./Acc. plural       | -aš, -as (?) |           |                          |           | -a (?) (-añ (?), -Ø (?)) |            | anlola           |
| Datiu-locatiu plural   | -añ (?)      | ciwañ     |                          |           | -añ (?)                  |            | anlolañ          |

#### Adjectius
Exemples d'adjectius:
|                             |                          | aλa- | wissi-, wiswi- *) | ipsimši- | sfardẽti-   | pakiwali-       |
| --------------------------- | ------------------------ | --- | ----------------- | -------- | ----------- | --------------- |
| Cas                         |                          | = altre | = bo              | = d'Efes | = sard      | = de Pakiwas ‡) |
| Nominatiu singular animat   | -š, -s                   | aλas | wissiš            | ipsimšiš | sfardẽtiš   | pakiwališ       |
| Nom./Acc. singular inanimat | -d (-t)                  | aλad | wiswid            |          |             | pakiwalid       |
| Datiu-locatiu singular      | -λ                       | aλaλ | (ni)wislλ         | ipsimlλ  | sfardẽtλ    | bakiwalλ        |
| Nominatiu plural animat     | -(a)š (?)                | |                   |          | sfardẽnτ §) |                 |
| Nom./Acc. plural inanimat   | -a (?) (-añ (?), -Ø (?)) | | (ni)wiswa         |          |             |                 |
| Datiu-locatiu plural        | -añ (-an) (?)            | aλẽñ (?) |                   |          | sfardẽtañ   |                 |
| Genitiu plural              | -añ (?)                  | |                   | ipsimñañ |             |                 |
|                             |                          | *) inclòs niwissi-, niwiswi- = 'pas bo: dolent'. †) habitant de Sardis. ‡) Pakiwas és un nom propi. §) vegeu que τ (/tʃ/) s'usa en lloc de t + š (/t/ + /ʃ/). |                   |          |             |                 |

#### Pronoms
Exemples de pronoms:
|                             |                          | ẽmi-       | pili-         | eš-           | qi-                     |
| --------------------------- | ------------------------ | ---------- | ------------- | ------------- | ----------------------- |
|                             |                          | = meu      | = seu (d'ell) | = això        | = qui, quin             |
| Cas                         |                          | (personal) | (personal)    | (demostratiu) | (relatiu, interrogatiu) |
| Nominatiu singular animat   | -š, -s                   | ẽmiš       | piliš         | ess (es, eš)  | qiš (qeš, qyš)          |
| Acusatiu singular animat    | -ñ (-n)                  | ẽmñ        | pilñ          | ešñ (ešn)     | qñ                      |
| Nom./Acc. singular inanimat | -d (-t)                  |            |               | ešt           | qid (qed, qyd)          |
| Datiu-locatiu singular      | -λ                       | ẽmλ        | pilλ          | ešλ           | qλ                      |
| Genitiu singular            | -l (?)                   |            | pil           |               |                         |
| Nom./Acc. plural animat     | -aš, -as (?)             | ẽminaš (?) | pilinaš       |               |                         |
| Nom./Acc. plural inanimat   | -a (?) (-añ (?), -Ø (?)) | ẽminañ (?) | pilinañ       |               | qida (?)                |
| Datiu-locatiu plural        | -añ (-an) (?)            |            |               | ešñañ (?)     |                         |

### Verbs
Com en les altres llengües anatòliques, els verbs en lidi es conjugaven en temps de present-futur i en pretèrit, tant en singular com en plural. No s'han trobat ni formes imperatives ni formes gerundives. Els verbs en singular són difícils de distingir dels verbs en plural en la tercera persona del present actiu, ja que totes dues persones acaben en -t/-d: la forma plural sembla haver-se pronunciat nasalitzada, però aquesta característica es veu que no s'expressava ortogràficament.
El lidi distingia una veu mediopassiva amb la forma de la tercera persona del singular acabada en -t(a)λ o -daλ (derivada del protoanatoli *-tori; -t(a)λ després d'arrels consonàntiques i part de les arrels acabades en vocal, -daλ quan la -t- pateix lenició després de les altres arrels acabades en vocal o semivocal).
S'han pogut distingir fins a dotze conjugacions a partir de les inscripcions trobades segons (i) la terminació de l'arrel verbal (arrels en -a, arrels consonàntiques, arrels en -ši, etc.) i (ii) les terminacions de la tercera persona del singular, la qual pot trobar-se sense lenició (-t; -tλ, -taλ) o amb lenició (-d; -dλ, -daλ). Per exemple, la paraula šarpta-(t) (inscriure) és una arrel en -a sense lenició (šarptat, "(ell/ella) inscriu"), qaλmλa-(d) ("regnar") és un verb d'arrel en -a amb lenició (qaλmλad, "(ell/ella) regna"). Entre les diverses conjugacions hi ha poques diferències.
Molts verbs lidis són compostos que usen prefixos com ara ẽn- (= 'en'?), ẽt- (= 'cap a'), fa-/f- ('aleshores, subseqüentment, altre cop'?), šaw-, i kat-/kaτ- (= 'avall'?), i sufixos com ara -ãn-/-ẽn- (duratiu?), -no-/-ño- (causatiu?), -ši- (iteratiu?) i -ki- o -ti- (denominatiu?); els significats són difícils de determinar i per això van marcats d'un signe d'interrogació.
Exemples de conjugació verbal:
|                   |            |               | cẽn(š)i-(t)       | cuni/cñi-(t?)         | in(ãn)i-(t) | tro-(d)                   | u-(d)        | (altres verbs)                                  |
| ----------------- | ---------- | ------------- | ----------------- | --------------------- | ----------- | ------------------------- | ------------ | ----------------------------------------------- |
|                   |            | (terminació)  | dedicar           | erigir                | fer         | lliurar                   | escriure     |                                                 |
| Actiu:            |            |               |                   |                       |             |                           |              |                                                 |
| Present/futur     | 1 Singular | -u, -w        | cẽnu              |                       | inãnu       | (kan-)toru; (fa-kan-)trow |              |                                                 |
| Present/futur     | 2 Singular | -š            |                   |                       |             | (fa-)troš                 |              |                                                 |
| Present/futur     | 3 Singular | -t, -d        |                   |                       | int; inãnt  | (kan-)trod                | (ẽn-)ud      |                                                 |
| Present/futur     | 1 Plural   | -wñ           | τẽnwñ             |                       |             |                           |              |                                                 |
| Present/futur     | 2 Plural   | ?             |                   |                       |             |                           |              |                                                 |
| Present/futur     | 3 Plural   | ~-t           | cẽnit, (ši-)τẽnit |                       |             | (ta-)trot                 |              | taqtula- (= ?): taqtulãt                        |
| Pretèrit          | 1 Singular | -dñ (~-ñ, -ñ) | cẽnšidñ           |                       | inãnidñ     | trodñ                     |              | ca- (compartir): (fẽn-)cãñ; ow- (afavorir): owñ |
| Pretèrit          | 3 Singular | -l            | cẽnal             | (fa-)cunil, (fa-)cñil | inl, il     | (ẽn-)trol                 | ul, (kat-)ul |                                                 |
| Pretèrit          | 1 Plural   | -wñ           |                   |                       |             | (fiš-)trowñ               |              |                                                 |
| Pretèrit          | 3 Plural   | -rs, -riš     |                   | (fa-)cñiriš           |             |                           |              | še- (alliberar): šers                           |
| Imperatiu         |            | ?             |                   |                       |             |                           |              |                                                 |
| Participi         | Participi  | -m(i)-        |                   |                       |             |                           |              | kipτa- (actuar com una kipτa): kipτam-          |
| Infinitiu         | Infinitiu  | -l            |                   |                       | inal        |                           | ul           |                                                 |
| Derivatiu nominal | (A)        | -to           |                   |                       |             |                           |              | karf-/korf-: karfto-s (= ?)                     |
| Derivatiu nominal | (B)        | -λo (-lo)     |                   |                       |             |                           |              | karf-/korf-: šaw-korfλo-s, šaw-karblo-s (= ?)   |
| Mediopassiu:      |            |               |                   |                       |             |                           |              |                                                 |
| Present/futur     | 3 Singular | -t(a)λ, -daλ  | cẽntλ             |                       |             |                           |              | išlo- (honrar?): išlodaλ                        |
| Pretèrit          | 3 Singular | -rst          |                   |                       |             |                           |              | pife- (concedir): piferst                       |

### Partícules
Per a emfatitzar l'inici d'una nova oració, el lidi usava un seguit de clítics que s'afixaven al voltant d'una paraula, com ara -in-, -it-/-iτ-, -t-/-τ-, -at-, i -m-/-um-. Es podien formar conjunts amb altres afixos, com ara pronoms o el suffix -k (= "i").

## Sintaxi
L'ordre bàsic sembla haver estat SOV, com en les altres llengües anatòliques, però hi havia la possibilitat d'extraposar els constituents a la dreta del verb (possiblement amb moviment sintàctic del verb). També com en les altres llengües anatòliques, el lidi presenta partícules a l'inici de les oracions amb pronoms enclític enllaçats, tot formant una cadena. També presenta un seguit de preverbs i almenys una postposició. Els modificadors (com ara els adjectius o les frases verbals) precedeixen el substantiu que complementen.

## Inscripcions i vocabulari

### Inscripció bilingüe de Sardes
El maig de 1912, un grup d'excavadors americans van descobrir una inscripció bilingüe en lidi i arameu a la necròpolis de Sardes. Va ser un dels primers textos en lidi descoberts i va permetre per primer cop una primera interpretació de la llengua.
La prímera línia de text en lidi no s'ha conservat, però pot ser interpretada a partir del text en arameu.
| Text                                                  | Transliteració                                          | Pronunciació reconstruïda                             | Traducció                                                                                      |
| ----------------------------------------------------- | ------------------------------------------------------- | ----------------------------------------------------- | ---------------------------------------------------------------------------------------------- |
| ...]                                                  | [...]                                                   | [...]                                                 | [L'any 10 del regne d'Artaxerxes [395 a.C.(?)] van ser dedicats,]                              |
| 𐤬]𐤭𐤠𐤷 𐤦𐤳𐤩𐤷 𐤡𐤠𐤨𐤦𐤩𐤩𐤷 𐤤𐤳𐤯 𐤪𐤭𐤰𐤣 𐤤𐤮𐤮𐤨 [𐤥𐤠𐤫𐤠𐤮]              | [o]raλ išlλ pakillλ ešt mrud ess-k [wãnas]              | ɔɾaʎ iʃləʎ pakilləʎ eʃt mɾuð essək wãːnas             | a l'inici del mes de Bacchus [= octubre–novembre], aquest epitafi, i aquesta [tomba],          |
| 𐤩𐤠𐤲𐤭𐤦𐤳𐤠𐤨 𐤲𐤤𐤩𐤠𐤨 𐤨𐤰𐤣𐤨𐤦𐤯 𐤦𐤳𐤯 𐤤𐤮𐤷 𐤥𐤵𐤫[𐤠𐤷]                 | laqriša-k qela-k kudkit išt ešλ wãn[aλ]                 | lakʷɾiʃak kʷelak kuðkit iʃt eʃəʎ wãːnaʎ               | i les parets/inscripcions, i l'àrea a l'altra banda(?) d'aquesta to[mba]                       |
| 𐤡𐤷𐤯𐤠𐤭𐤥𐤬𐤣 𐤠𐤨𐤠𐤣 𐤪𐤠𐤫𐤤𐤩𐤦𐤣 𐤨𐤰𐤪𐤩𐤦𐤩𐤦𐤣 𐤳𐤦𐤩𐤰𐤨𐤠𐤩𐤦𐤣 𐤠𐤨𐤦𐤯 𐤫[𐤵𐤲𐤦𐤳] | pλtarwod ak-ad manelid kumlilid šilukalid ak-it n[ãqiš] | pʎtaɾwɔð akað manelið kumlilið ʃilukalið akit nãːkʷiʃ | que pertany(?) a Manes, fill de Kumlis del clan de Silukas; de manera que si algú              |
| 𐤤𐤳𐤷 𐤪𐤭𐤰𐤷 𐤡𐤰𐤨 𐤤𐤳𐤷 𐤥𐤵𐤫𐤠𐤷 𐤡𐤰𐤨 𐤤𐤳𐤸𐤠𐤸                      | ešλ mruλ puk ešλ wãnaλ puk ešñañ                        | eʃʎ mɾuʎ puk eʃʎ wãːnaʎ puk eʃɲaɲ                     | a aquest epitafi, a aquesta tomba o a aquestes                                                 |
| 𐤩𐤠𐤲𐤭𐤦𐤳𐤠𐤸 𐤡𐤰𐤨𐤦𐤯 𐤨𐤰𐤣 𐤦𐤳𐤯 𐤤𐤳𐤷 𐤥𐤵𐤫𐤠𐤷 𐤡𐤷𐤯𐤠𐤭𐤥𐤬[𐤣]           | laqrišañ puk-it kud išt ešλ wãnaλ pλtarwo[d]            | lakʷɾiʃaɲ pukit kuð iʃt eʃʎ wãːnaʎ pʎtaɾwɔð           | parets/inscripcions o a qualsevol cosa que pertany a aquesta tomba—                            |
| 𐤠𐤨𐤯𐤦𐤫 𐤫𐤵𐤲𐤦𐤳 𐤲𐤤𐤩𐤷𐤨 𐤱𐤶𐤫𐤳𐤷𐤦𐤱𐤦𐤣 𐤱𐤠𐤨𐤪𐤷 𐤠𐤭𐤯𐤦𐤪𐤰𐤮             | ak-t-in nãqiš qelλ-k fẽnšλifid fak-mλ artimus           | aktin nãːkʷiʃ kʷelʎək fãnʃʎifið fakməʎ aɾdimus        | sí, si mai algú danya qualsevol d'aquestes coses, Àrtemis                                      |
| 𐤦𐤡𐤮𐤦𐤪𐤳𐤦𐤳 𐤠𐤭𐤯𐤦𐤪𐤰𐤨 𐤨𐤰𐤩𐤰𐤪𐤳𐤦𐤳 𐤠𐤠𐤭𐤠𐤷 𐤡𐤦𐤭𐤠𐤷𐤨                | ipsimšiš artimu-k kulumšiš aaraλ piraλ-k                | ipsimʃiʃ aɾdimuk kulumʃiʃ a(ː)ɾaʎ piɾaʎk              | dels Efesis i Àrtemis de Coloe [destruïrà] el pati i la casa,                                  |
| 𐤨𐤷𐤦𐤣𐤠𐤷 𐤨𐤬𐤱𐤰𐤷𐤨 𐤲𐤦𐤭𐤠𐤷 𐤲𐤤𐤩𐤷𐤨 𐤡𐤦𐤩𐤷 𐤥𐤹𐤡𐤠𐤲𐤶𐤫𐤯               | kλidaλ kofuλ-k qiraλ qelλ-k pilλ wcpaqẽnt               | kʎiðaʎ kɔfuʎk kʷiɾaʎ kʷeləʎk piləʎ w̩tspakʷãnd         | els terrenys i l'aigua, la propietat i els immobles que siguin seus, Ella [Àrtemis] destruïrà! |

### Vocabulari
Examples de la inscripció:
𐤬𐤭𐤠 – ora – mes; cf. grec ὥρα (estació, any, moment), llatí hora, català hora
𐤩𐤠𐤲𐤭𐤦𐤳𐤠 – laqriša – paret, parets (traducció tradicional); cartes, inscripció (?)
𐤡𐤦𐤭𐤠 – pira – casa; cf. hitita pēr/parn- 'casa'
𐤲𐤦𐤭𐤠 – qira – camp, sòl, immoble
𐤨 – -k (sufix) – i; cf. grec τε, llatí -que
Altres paraules d'arrel indoeuropea i amb cognats moderns:
𐤲𐤦𐤳 – qiš – qui; cf. grec τίς, llatí quis, català qui
𐤡𐤭𐤠𐤱𐤭𐤮 – prafrs – comunitat, germandat; cf. llatí frater, anglès brother, català frare
𐤹𐤦𐤥𐤳 – ciwš – déu; cf. grec Ζεύς, llatí deus, català déu
𐤠𐤷𐤠𐤮 – aλas – altre; cf. grec ἄλλος; llatí alius, alter; català altre

### Paraules lídies usades a l'actualitat
Labrys (grec: λάβρυς, lábrys) és el terme emprat per a una destral doble d'origen cretenc i un dels símbols més antics de la civilització grega. Els sacerdots de l'oracle de Delphos eren anomenats Labryades (homes de la destral doble) durant l'època clàssica. La paraula no es troba en cap inscripció lídia, tot i que Plutarch afirmava que els lidis feien servir aquesta mateixa paraula per a designar les destrals comunes (Λυδοὶ γὰρ ‘λάβρυν’ τὸν πέλεκυν ὀνομάζουσι = "Els lidis anomenen la destral "lábrys"").

Un manlleu possible del lidi que va entrar al grec podria ser la paraula "tirà", usada primerencament cap als segles VIII i VII a.C. sense cap mena de connotació negativa. Podria ser un nom derivat de la ciutat de Tyrrha (actual Tira, a Turquia). Un altre manlleu podria ser l'element molibdè, manllevat de la paraula grega mólybdos ("plom"), del grec micènic mo-ri-wo-do, que en lidi era mariwda- ("fosc"). Aquests manlleus, sobretot si lábrys es pot considerar com a tal, apuntarien cap a una forta interacció entre lidis i grecs des del segon mil·lenni a.C..

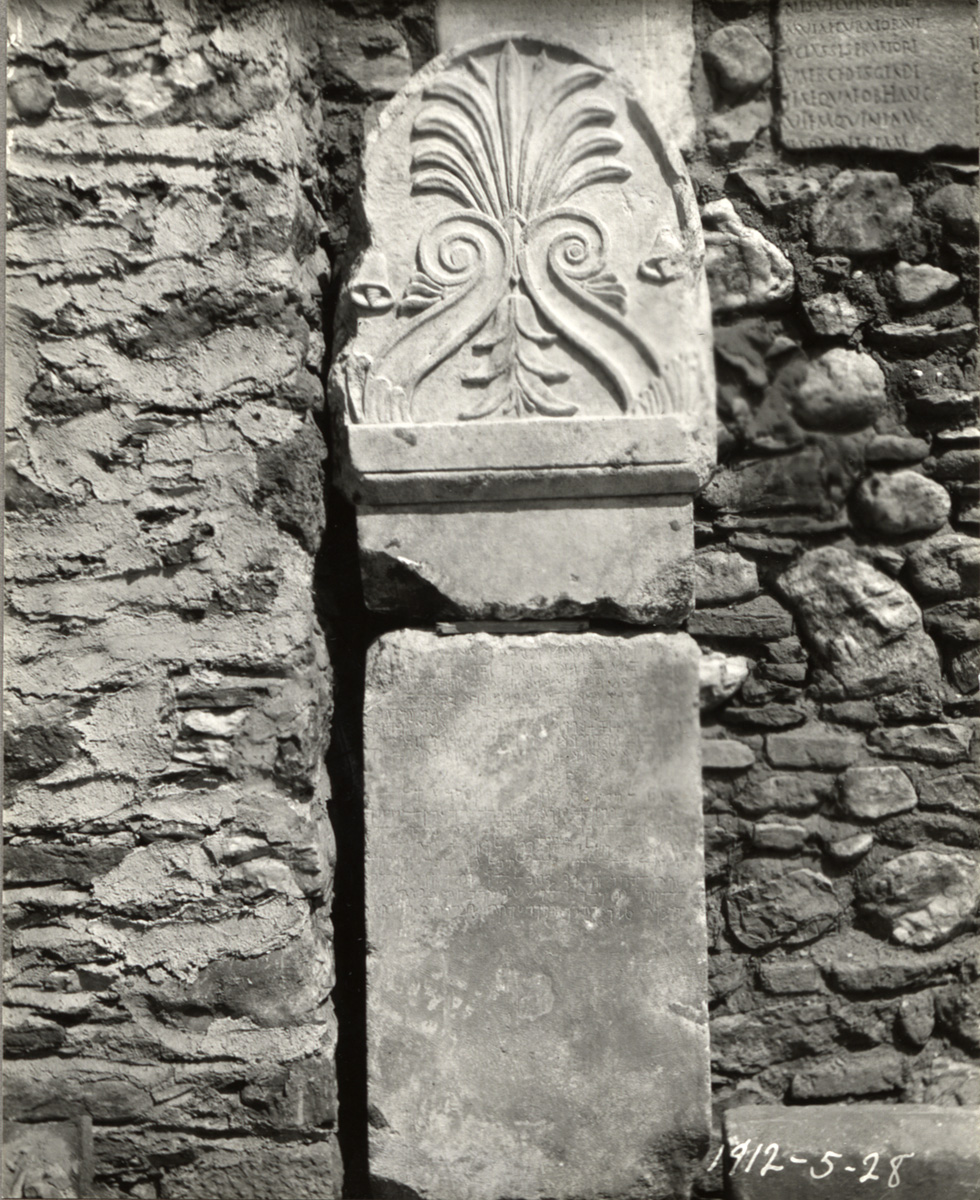
La inscripció bilingüe de Sardes, considerada com la "Pedra de Rosetta" de la llengua lídia.

## Poesia
En el desxiframent de cinc textos, Littman va descobrir dos aspectes poètics:
- Assonància: cada vers té la mateixa vocal a l'última síl·laba. Un dels textos té, en tots els seus dinou versos, una o a l'última síl·laba. Les consonants, però, no rimen.
- Mètrica: La majoria de versos són dodecasil·làbics amb cesura a la meitat, com els versos alexandrins.